# Daniel Maldini
Daniel Maldini (Milano, 11 ottobre 2001) è un calciatore italiano, centrocampista o attaccante dell'Atalanta e della nazionale italiana.

## Biografia
È figlio dell'ex capitano del Milan Paolo Maldini e di sua moglie, l'imprenditrice venezuelana Adriana Fossa; suo nonno paterno era Cesare Maldini, anch'egli capitano rossonero. Ha un fratello maggiore, Christian, nato nel 1996, anch'esso ex calciatore, cresciuto nel Milan e ritiratosi nel 2023.
Nel 2021 è stato indicato dalla UEFA come uno dei 50 giovani più promettenti dell'anno.

## Caratteristiche tecniche
Inizia sin da piccolo a giocare in ruoli offensivi, principalmente come trequartista, per sfruttare le sue doti di playmaker, l'abilità nel dribbling, nel controllo palla e nella visione di gioco. Dotato di buona velocità, è impiegabile anche nel ruolo di mezzala. Filippo Galli, suo allenatore nelle giovanili milaniste, così lo ha descritto:

## Carriera

### Club

#### Gli inizi, Milan
Cresciuto nelle giovanili del Milan, esordisce in prima squadra il 2 febbraio 2020, a 18 anni, sostituendo Samu Castillejo durante l'incontro di campionato contro il Verona (1-1).
La stagione successiva viene inserito in prima squadra, e il 24 settembre debutta nelle coppe europee, subentrando a Lorenzo Colombo durante la partita del preliminare di UEFA Europa League vinta per 3-2 contro il Bodø/Glimt.
Il 1º ottobre successivo gioca per la prima volta da titolare tra i professionisti, in occasione del match di Europa League vinto ai tiri di rigore contro il Rio Ave (11-10). La sua sesta presenza in prima squadra, avvenuta il 6 gennaio 2021 in campionato durante Milan-Juventus, coincide con la millesima gara disputata dai membri della famiglia Maldini in Serie A con la maglia rossonera (347 Cesare, 647 Paolo e 6 Daniel).
Il 15 settembre 2021 esordisce, a 33 anni di distanza dal padre e 66 anni di distanza dal nonno, in UEFA Champions League, nella sconfitta per 3-2 ad Anfield contro il Liverpool. Dieci giorni dopo gioca per la prima volta da titolare una partita di campionato e va in gol allo Stadio Alberto Picco contro lo Spezia (partita vinta 2-1 dal Milan), realizzando di testa la sua prima rete da professionista in maglia rossonera. Conclude la stagione con la vittoria del campionato, diventando il terzo Maldini a vincere uno scudetto con il Milan, dopo il padre Paolo e il nonno Cesare, evento che rappresenta un caso unico nella storia del calcio mondiale.

#### Prestiti allo Spezia e all'Empoli
Il 29 luglio 2022 si trasferisce in prestito allo Spezia, in Serie A. Il 6 agosto esordisce con i liguri in Coppa Italia subentrando a M'Bala Nzola nel successo per 5-1 sul Como, segnando la quinta ed ultima rete. Il 9 ottobre successivo fa il suo esordio in campionato, nella sconfitta per 2-0 contro il Monza. Il 5 novembre segna il suo primo gol in campionato proprio contro la sua ex squadra, il Milan. La rete, la prima in trasferta per la formazione ligure, segna il momentaneo pareggio dell'incontro poi vinto per 2-1 dai rossoneri. Il secondo gol personale della sua stagione viene segnato nella vittoria per 2-1 sull'Inter al Picco il 10 marzo 2023.
Tornato al Milan dopo il prestito allo Spezia, il 10 luglio 2023 viene ufficializzato il suo passaggio all'Empoli in prestito con diritto di riscatto e controriscatto in favore dei rossoneri. Esordisce coi toscani il 30 ottobre, subentrando a Matteo Cancellieri nell'incontro di campionato perso per 3-0 contro l'Atalanta.

#### Monza
Il 10 gennaio 2024 passa in prestito al Monza. Il 21 gennaio esordisce coi brianzoli subentrando ad Andrea Colpani nell'incontro di campionato perso per 3-0 contro l'Empoli, sua ex squadra. Il 24 febbraio trova la sua prima rete con la nuova squadra, aprendo le marcature nel 2-0 inflitto alla Salernitana.
Una volta rientrato al Milan, il 31 luglio seguente viene acquistato a titolo definitivo dalla squadra brianzola, con cui firma un contratto biennale, con opzione di rinnovo per un'ulteriore stagione al verificarsi di determinate condizioni. Nella stagione 2024-2025 con il Monza, in piena zona retrocessione, gioca solo 6 mesi, siglando 3 gol.

#### Atalanta
Il 1º febbraio 2025 viene acquistato a titolo definitivo dall'Atalanta per 14 milioni di euro, il cui 50% va nelle casse del Milan. Tre giorni dopo esordisce con i bergamaschi nella partita dei quarti di finale di Coppa Italia, persa 0-1 al Gewiss Stadium contro il Bologna, rilevando Mateo Retegui al minuto 59. Il 16 maggio, alla penultima di campionato in casa del Genoa segna la sua prima rete con gli orobici nel successo per 3-2 contro gli uomini allenati da Patrick Vieira. Nel turno successivo segna anche la sua prima doppietta in Serie A nella partita persa in casa col Parma per 2-3, siglando in tre minuti i gol del provvisorio doppio vantaggio nerazzurro.

### Nazionale

#### Nazionali giovanili
Vanta due presenze con la nazionale Under-18 e due con quella Under-19. Nell'agosto del 2021, Maldini riceve la sua prima convocazione nella rappresentativa Under-20. Esordisce con gli azzurrini il 2 settembre 2021 giocando da titolare l'amichevole vinta per 2-0 in casa dei coetanei della Polonia. Il 7 ottobre segna il suo primo gol nell’1-1 contro l’Inghilterra nel Torneo 8 Nazioni.

#### Nazionale maggiore
Nell'ottobre del 2024, Maldini ha ricevuto la sua prima convocazione in nazionale da parte del CT Luciano Spalletti, in vista degli incontri di UEFA Nations League contro Belgio e Israele. Esordisce con la maglia azzurra il 14 ottobre 2024, a 23 anni, nella partita contro Israele vinta per 4-1 allo Stadio Friuli di Udine, subentrando al posto di Raspadori al 73º minuto di gioco. In questo modo per la prima volta un calciatore italiano ha esordito in nazionale dopo che prima di lui ci avevano già giocato sia il nonno che il padre.

## Statistiche

### Presenze e reti nei club
Statistiche aggiornate al 18 maggio 2025.
| Stagione        | Squadra         | Campionato      | Campionato | Campionato | Coppe nazionali | Coppe nazionali | Coppe nazionali | Coppe continentali | Coppe continentali | Coppe continentali | Altre coppe | Altre coppe | Altre coppe | Totale | Totale |
| Stagione        | Squadra         | Comp            | Pres       | Reti       | Comp            | Pres            | Reti            | Comp               | Pres               | Reti               | Comp        | Pres        | Reti        | Pres   | Reti   |
| --------------- | --------------- | --------------- | ---------- | ---------- | --------------- | --------------- | --------------- | ------------------ | ------------------ | ------------------ | ----------- | ----------- | ----------- | ------ | ------ |
| 2019-2020       | Milan           | A               | 2          | 0          | CI              | 0               | 0               | -                  | -                  | -                  | -           | -           | -           | 2      | 0      |
| 2020-2021       | Milan           | A               | 5          | 0          | CI              | 0               | 0               | UEL                | 4                  | 0                  | -           | -           | -           | 9      | 0      |
| 2021-2022       | Milan           | A               | 8          | 1          | CI              | 2               | 0               | UCL                | 3                  | 0                  | -           | -           | -           | 13     | 1      |
| Totale Milan    | Totale Milan    | Totale Milan    | 15         | 1          |                 | 2               | 0               |                    | 7                  | 0                  |             | -           | -           | 24     | 1      |
| 2022-2023       | Spezia          | A               | 18         | 2          | CI              | 2               | 1               | -                  | -                  | -                  | -           | -           | -           | 20     | 3      |
| 2023-gen. 2024  | Empoli          | A               | 7          | 0          | CI              | 0               | 0               | -                  | -                  | -                  | -           | -           | -           | 7      | 0      |
| gen.-giu. 2024  | Monza           | A               | 11         | 4          | CI              | -               | -               | -                  | -                  | -                  | -           | -           | -           | 11     | 4      |
| 2024-feb. 2025  | Monza           | A               | 20         | 3          | CI              | 1               | 0               | -                  | -                  | -                  | -           | -           | -           | 21     | 3      |
| Totale Monza    | Totale Monza    | Totale Monza    | 31         | 7          |                 | 1               | 0               |                    | -                  | -                  |             | -           | -           | 32     | 7      |
| feb.-giu. 2025  | Atalanta        | A               | 10         | 3          | CI              | 1               | 0               | UCL                | 0                  | 0                  | -           | -           | -           | 11     | 3      |
| Totale carriera | Totale carriera | Totale carriera | 80         | 13         |                 | 6               | 1               |                    | 7                  | 0                  |             | -           | -           | 93     | 14     |

### Cronologia presenze e reti in nazionale
| Cronologia completa delle presenze e delle reti in nazionale ― Italia | Cronologia completa delle presenze e delle reti in nazionale ― Italia | Cronologia completa delle presenze e delle reti in nazionale ― Italia | Cronologia completa delle presenze e delle reti in nazionale ― Italia | Cronologia completa delle presenze e delle reti in nazionale ― Italia | Cronologia completa delle presenze e delle reti in nazionale ― Italia | Cronologia completa delle presenze e delle reti in nazionale ― Italia | Cronologia completa delle presenze e delle reti in nazionale ― Italia |
| Data                                                                  | Città                                                                 | In casa                                                               | Risultato                                                             | Ospiti                                                                | Competizione                                                          | Reti                                                                  | Note                                                                  |
| --------------------------------------------------------------------- | --------------------------------------------------------------------- | --------------------------------------------------------------------- | --------------------------------------------------------------------- | --------------------------------------------------------------------- | --------------------------------------------------------------------- | --------------------------------------------------------------------- | --------------------------------------------------------------------- |
| 14-10-2024                                                            | Udine                                                                 | Italia                                                                | 4 – 1                                                                 | Israele                                                               | UEFA Nations League 2024-2025 - 1º turno                              | -                                                                     | 73’                                                                   |
| 17-11-2024                                                            | Milano                                                                | Italia                                                                | 1 – 3                                                                 | Francia                                                               | UEFA Nations League 2024-2025 - 1º turno                              | -                                                                     | 78’                                                                   |
| 20-3-2025                                                             | Milano                                                                | Italia                                                                | 1 – 2                                                                 | Germania                                                              | UEFA Nations League 2024-2025 - Quarti di finale                      | -                                                                     | 71’ 74’                                                               |
| 23-3-2025                                                             | Dortmund                                                              | Germania                                                              | 3 – 3                                                                 | Italia                                                                | UEFA Nations League 2024-2025 - Quarti di finale                      | -                                                                     | 46’                                                                   |
| 9-6-2025                                                              | Reggio Emilia                                                         | Italia                                                                | 2 – 0                                                                 | Moldavia                                                              | Qual. Mondiali 2026                                                   | -                                                                     | 77’                                                                   |
| Totale                                                                |                                                                       | Presenze                                                              | 5                                                                     |                                                                       | Reti                                                                  | 0                                                                     |                                                                       |

| Cronologia completa delle presenze e delle reti in nazionale ― Italia under 20 | Cronologia completa delle presenze e delle reti in nazionale ― Italia under 20 | Cronologia completa delle presenze e delle reti in nazionale ― Italia under 20 | Cronologia completa delle presenze e delle reti in nazionale ― Italia under 20 | Cronologia completa delle presenze e delle reti in nazionale ― Italia under 20 | Cronologia completa delle presenze e delle reti in nazionale ― Italia under 20 | Cronologia completa delle presenze e delle reti in nazionale ― Italia under 20 | Cronologia completa delle presenze e delle reti in nazionale ― Italia under 20 |
| Data                                                                           | Città                                                                          | In casa                                                                        | Risultato                                                                      | Ospiti                                                                         | Competizione                                                                   | Reti                                                                           | Note                                                                           |
| ------------------------------------------------------------------------------ | ------------------------------------------------------------------------------ | ------------------------------------------------------------------------------ | ------------------------------------------------------------------------------ | ------------------------------------------------------------------------------ | ------------------------------------------------------------------------------ | ------------------------------------------------------------------------------ | ------------------------------------------------------------------------------ |
| 2-9-2021                                                                       | Łomża                                                                          | Polonia under 20                                                               | 0 – 2                                                                          | Italia under 20                                                                | Elite League Under-20                                                          | -                                                                              | 63’                                                                            |
| 6-9-2021                                                                       | Castel di Sangro                                                               | Italia under 20                                                                | 0 – 1                                                                          | Serbia under 20                                                                | Amichevole                                                                     | -                                                                              | 74’                                                                            |
| 7-10-2021                                                                      | Chesterfield                                                                   | Inghilterra under 20                                                           | 1 – 1                                                                          | Italia under 20                                                                | Elite League Under-20                                                          | 1                                                                              | 78’                                                                            |
| Totale                                                                         |                                                                                | Presenze                                                                       | 3                                                                              |                                                                                | Reti                                                                           | 1                                                                              |                                                                                |

| Cronologia completa delle presenze e delle reti in nazionale ― Italia under 19 | Cronologia completa delle presenze e delle reti in nazionale ― Italia under 19 | Cronologia completa delle presenze e delle reti in nazionale ― Italia under 19 | Cronologia completa delle presenze e delle reti in nazionale ― Italia under 19 | Cronologia completa delle presenze e delle reti in nazionale ― Italia under 19 | Cronologia completa delle presenze e delle reti in nazionale ― Italia under 19 | Cronologia completa delle presenze e delle reti in nazionale ― Italia under 19 | Cronologia completa delle presenze e delle reti in nazionale ― Italia under 19 |
| Data                                                                           | Città                                                                          | In casa                                                                        | Risultato                                                                      | Ospiti                                                                         | Competizione                                                                   | Reti                                                                           | Note                                                                           |
| ------------------------------------------------------------------------------ | ------------------------------------------------------------------------------ | ------------------------------------------------------------------------------ | ------------------------------------------------------------------------------ | ------------------------------------------------------------------------------ | ------------------------------------------------------------------------------ | ------------------------------------------------------------------------------ | ------------------------------------------------------------------------------ |
| 14-8-2019                                                                      | Aidussina                                                                      | Slovenia under 19                                                              | 2 – 4                                                                          | Italia under 19                                                                | Amichevole                                                                     | -                                                                              | 46’                                                                            |
| 9-9-2019                                                                       | Colorno                                                                        | Italia under 19                                                                | 2 – 1                                                                          | Svizzera under 19                                                              | Amichevole                                                                     | -                                                                              | 46’                                                                            |
| Totale                                                                         |                                                                                | Presenze                                                                       | 2                                                                              |                                                                                | Reti                                                                           | 0                                                                              |                                                                                |

## Palmarès

### Club
- Campionato italiano: 1

Milan: 2021-2022